# Phyllactis correae
Phyllactis correae is een zeeanemonensoort uit de familie Actiniidae.
Phyllactis correae is voor het eerst wetenschappelijk beschreven door Schlenz & da Costa Belem in 1992.